# Parti social-démocrate (RDA)
Pour les articles homonymes, voir Parti social-démocrate.

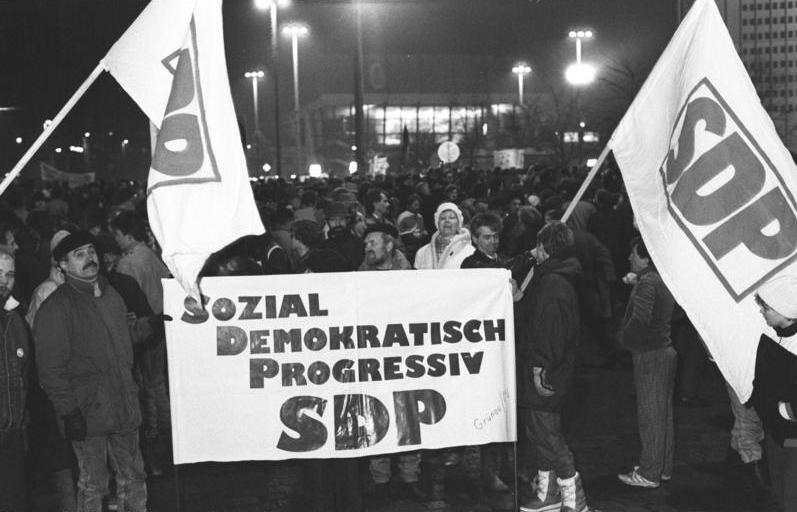
Une manifestation du SPD-Est le 8 janvier 1990, à Leipzig.

Le Parti social-démocrate de la République démocratique allemande (en allemand : Sozialdemokratische Partei in der DDR, abrégé en SDP, puis SPD) est un parti politique de République démocratique allemande (RDA) fondé lors de la Wende, le 7 octobre 1989 à Schwante, village de la commune d'Oberkrämer, près de Berlin, par deux dissidents : Markus Meckel, un pasteur, et Martin Gutzeit (de).
Le but était notamment de recréer un parti social-démocrate sur le territoire de la RDA, tel qu'il était avant que les instances régionales du Parti social-démocrate d'Allemagne (SPD) ne soient fusionnées au sein du Parti socialiste unifié d'Allemagne (SED).
Après la chute du régime communiste, le parti participe au cabinet de Maizière, puis se dissout le 26 septembre 1990 pour rejoindre les rangs du SPD d'Allemagne de l'Ouest peu avant la réunification allemande.

## Résultats

### Élections à la Volkskammer
| Élection | %    | Sièges   | Rang | Gouvernement |
| -------- | ---- | -------- | ---- | ------------ |
| 1990     | 21,9 | 88 / 400 | 2e   | de Maizière  |